# ㅁ
Mieum (litera: ㅁ, kor. 미음) – spółgłoska dwuwargowa należąca do grupy pisma hangul, do oznaczenia spółgłoski nosowo dwuwargowo dźwięcznej [m]. Według transkrypcji McCune’a-Reischauera spółgłoska brzmi "m".
Jak podaje Koreańska Zasada Pisowni (Hunminjeongeum) ㅁ jest piątą literą alfabetu koreańskiego.
Dźwięk spółgłoski brzmi podobnie jak "m" w angielskim słowie "monitor" lub polskie "m".

## Pismo

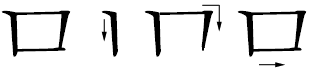
Kolejność stawiania kresek

## Historia
Nazwę tej litery wprowadzono w 1527 roku. Początkowo ㅁ było dwunastą literą w alfabecie, jednak gdy została przeniesiona na ósme miejsce, pozostała na nim do dziś.